# Демократическая партия Азербайджана
Демократическая партия Азербайджана (азерб. Azərbaycan Demokrat Partiyası) — политическая партия Азербайджана. На парламентских выборах 1995 года получила 2 места. На парламентских выборах 2000 года партия получила 1,1 % голосов и 1 из 125 мест в парламенте. В 2005 году участвовала в парламентских выборах в  составе блока Свобода, и не получила мест( блок получил 6 мест). На выборах президента Азербайджана в 2013 году кандидат ДПА Сардар Джалалоглы (Мамедов) получил 0,61 % голосов и занял десятое место.